# 5.000 metres
Els 5.000 metres és una prova d'atletisme de resistència que consisteix a recórrer en el menor temps possible els 5.000 metres que componen la prova. És la distància més curta dins les carreres que es consideren de llarga distància (o de fons).
Els 5000 metres, en el format actual, debutaren, en la modalitat masculina, als Jocs Olímpics de 1912, a Estocolm, mentre, que la modalitat femenina, no formà part del programa olímpic fins als Jocs d'Atlanta, el 1996.
Als Jocs Olímpics de París, el 1900, se celebraren els 5.000 metres relleus, prova que no es tornaria a disputar en cap altra edició.

## Rècords
(actualitzat a 26 de febrer de 2025)
|       |       | Marca    | Atleta           | País            | Lloc           | Data       |
| ----- | ----- | -------- | ---------------- | --------------- | -------------- | ---------- |
| WR    | Homes | 12:35.36 | Joshua Cheptegei | Uganda          | Mònaco         | 14-08-2020 |
| WR    | Dones | 14:00.21 | Gudaf Tsegay     | Etiòpia         | Eugene         | 17-09-2023 |
| OR    | Homes | 12:57.82 | Kenenisa Bekele  | Etiòpia         | Pequín         | 23-08-2008 |
| OR    | Dones | 14:26.17 | Vivian Cheruiyot | Kenya           | Rio de Janeiro | 19-08-2016 |
| ER    | Homes | 12:45.01 | Mohamed Katir    | Espanya         | Mònaco         | 21-07-2023 |
| ER    | Dones | 14:13.42 | Sifan Hassan     | Països Baixos   | Londres        | 23-07-2023 |
| NACAC | Homes | 12:44.09 | Grant Fisher     | Estats Units    | Boston         | 14-02-2025 |
| NACAC | Dones | 14:19.45 | Alicia Monson    | Estats Units    | Londres        | 23-07-2023 |
| AF    | Homes | 12:35.36 | Joshua Cheptegei | Uganda          | Mònaco         | 14-08-2020 |
| AF    | Dones | 14:00.21 | Gudaf Tsegay     | Etiòpia         | Eugene         | 17-09-2023 |
| AS    | Homes | 12:51.96 | Albert Rop       | Bahrain         | Mònaco         | 19-07-2013 |
| AS    | Dones | 14:28.09 | Bo Jiang         | R.P. de la Xina | Xangai         | 23-10-1997 |
| OC    | Homes | 12:55.76 | Craig Mottram    | Austràlia       | Londres        | 30-07-2004 |
| OC    | Dones | 14:39.89 | Kimberley Smith  | Austràlia       | Nova York      | 27-02-2009 |
| SA    | Homes | 13:05.95 | Santiago Catrofe | Uruguai         | Heusden-Zolder | 15-06-2024 |
| SA    | Dones | 14:36.59 | Joselyn Brea     | Veneçuela       | Califòrnia     | 17-05-2024 |

## Atletes amb millors marques mundials
(actualitzat a 26 de febrer de 2025)

### Millors marques masculines
| Ranking | Marca    | Atleta               | País    | Data                 | Lloc        |
| ------- | -------- | -------------------- | ------- | -------------------- | ----------- |
| 1.      | 12:35.36 | Joshua Cheptegei     | Uganda  | 14 d'agost de 2020   | Mònaco      |
| 2.      | 12:36.73 | Hagos Gebrhiwet      | Etiòpia | 30 de maig de 2024   | Oslo        |
| 3.      | 12:37.35 | Kenenisa Bekele      | Etiòpia | 31 de maig de 2004   | Hengelo     |
| 4.      | 12:38.95 | Yomif Kejelcha       | Etiòpia | 30 de maig de 2024   | Oslo        |
| 5.      | 12:39.36 | Haile Gebrselassie   | Etiòpia | 13 de juny de 1998   | Hèlsinki    |
| 6.      | 12:39.74 | Daniel Komen         | Kenya   | 22 d'agost de 1997   | Brussel·les |
| 7.      | 12:40.45 | Berihu Aregawi       | Etiòpia | 30 de juny de 2023   | Lausana     |
| 8.      | 12:40.96 | Jacob Kiplimo        | Uganda  | 30 de maig de 2024   | Oslo        |
| 9.      | 12:42.70 | Telahun Haile Bekele | Etiòpia | 21 de juliol de 2023 | Mònaco      |
| 10.     | 12:43.02 | Selemon Barega       | Etiòpia | 31 d'agost de 2018   | Brussel·les |

### Millors marques femenines
| Ranking | Marca    | Atleta           | Pais          | Data                   | Lloc     |
| ------- | -------- | ---------------- | ------------- | ---------------------- | -------- |
| 1.      | 14:00.21 | Gudaf Tsegay     | Etiòpia       | 17 de setembre de 2023 | Eugene   |
| 2.      | 14:05.20 | Faith Kipyegon   | Kenya         | 9 de juny de 2023      | París    |
| 3.      | 14:05.92 | Beatrice Chebet  | Kenya         | 17 de setembre de 2023 | Eugene   |
| 4.      | 14:06.62 | Letesenbet Gidey | Etiòpia       | 7 d'octubre de 2020    | València |
| 5.      | 14:11.15 | Tirunesh Dibaba  | Etiòpia       | 6 de juny de 2008      | Oslo     |
| 6.      | 14:12.59 | Almaz Ayana      | Etiòpia       | 2 de juny de 2016      | Roma     |
| 7.      | 14:12.88 | Meseret Defar    | Etiòpia       | 22 de juliol de 2008   | Estocolm |
| 8.      | 14:12.98 | Ejgayehu Taye    | Etiòpia       | 27 de maig de 2022     | Eugene   |
| 9.      | 14:13.42 | Sifan Hassan     | Països Baixos | 23 de juliol de 2023   | Londres  |
| 10.     | 14:15.24 | Senbere Teferi   | Etiòpia       | 8 de juny de 2021      | Hengelo  |

## Campions olímpics
| Juegos          | Año  |       | Atleta             | País            | Marca    |
| --------------- | ---- | ----- | ------------------ | --------------- | -------- |
| Atenes          | 1896 | Homes | No es disputaren   |                 |          |
| Atenes          | 1896 | Dones | No participaren    |                 |          |
| París           | 1900 | Homes | No es disputaren   |                 |          |
| París           | 1900 | Dones | No participaren    |                 |          |
| Saint Louis     | 1904 | Homes | No es disputaren   |                 |          |
| Saint Louis     | 1904 | Dones | No participaren    |                 |          |
| Londres         | 1908 | Homes | No es disputaren   |                 |          |
| Londres         | 1908 | Dones | No participaren    |                 |          |
| Estocolm        | 1912 | Homes | Hannes Kolehmainen | Finlàndia       | 14'366   |
| Estocolm        | 1912 | Dones | No participaren    |                 |          |
| Anvers          | 1920 | Homes | Joseph Gillemot    | França          | 14'556   |
| Anvers          | 1920 | Dones | No participaren    |                 |          |
| París           | 1924 | Homes | Paavo Nurmi        | Finlàndia       | 14'312   |
| París           | 1924 | Dones | No participaren    |                 |          |
| Amsterdam       | 1928 | Homes | Ville Ritola       | Finlàndia       | 14'380   |
| Amsterdam       | 1928 | Dones | No es disputaren   |                 |          |
| Los Angeles     | 1932 | Homes | Lauri Lehtinen     | Finlàndia       | 14'300   |
| Los Angeles     | 1932 | Dones | No es disputaren   |                 |          |
| Berlín          | 1936 | Homes | Gunnar Hoeckert    | Finlàndia       | 14'222   |
| Berlín          | 1936 | Dones | No es disputaren   |                 |          |
| Londres         | 1948 | Homes | Gaston Reiff       | Bèlgica         | 14'176   |
| Londres         | 1948 | Dones | No es disputaren   |                 |          |
| Hèlsinki        | 1952 | Homes | Emil Zatopek       | Txecoslovàquia  | 14'066   |
| Hèlsinki        | 1952 | Dones | No es disputaren   |                 |          |
| Melbourne       | 1956 | Homes | Vladimir Kuts      | Unió Soviètica  | 13'396   |
| Melbourne       | 1956 | Dones | No es disputaren   |                 |          |
| Roma            | 1960 | Homes | Murria Halberg     | Nova Zelanda    | 13'434   |
| Roma            | 1960 | Dones | No es disputaren   |                 |          |
| Toquio          | 1964 | Homes | Robert Shul        | Estats Units    | 13'488   |
| Toquio          | 1964 | Dones | No es disputaren   |                 |          |
| Ciutat de Mèxic | 1968 | Homes | Mohamed Gammoudi   | Tunísia         | 14'050   |
| Ciutat de Mèxic | 1968 | Dones | No es disputaren   |                 |          |
| Munich          | 1972 | Homes | Lasse Virén        | Finlàndia       | 13'264   |
| Munich          | 1972 | Dones | No es disputaren   |                 |          |
| Mont-real       | 1976 | Homes | Lasse Virén        | Finlàndia       | 13'248   |
| Mont-real       | 1976 | Dones | No es disputaren   |                 |          |
| Moscou          | 1980 | Homes | Miruts Yifter      | Etiòpia         | 13'2091  |
| Moscou          | 1980 | Dones | No es disputaren   |                 |          |
| Los Angeles     | 1984 | Homes | Said Aouita        | Marroc          | 13'0559  |
| Los Angeles     | 1984 | Dones | No es disputaren   |                 |          |
| Seül            | 1988 | Homes | John Ngugi         | Kenya           | 13'1170  |
| Seül            | 1988 | Dones | No es disputaren   |                 |          |
| Barcelona       | 1992 | Homes | Dieter Baumann     | Alemanya        | 13'1252  |
| Barcelona       | 1992 | Dones | No es disputaren   |                 |          |
| Atlanta         | 1996 | Homes | Vénuste Niyongabo  | Burundi         | 13:07.96 |
| Atlanta         | 1996 | Dones | Wang Junxia        | R.P. de la Xina | 14:59.88 |
| Sydney          | 2000 | Homes | Millon Wolde       | Etiòpia         | 13:35.49 |
| Sydney          | 2000 | Dones | Gabriela Szabo     | Romania         | 14:40.79 |
| Atenes          | 2004 | Homes | Hicham El Guerrouj | Marroc          | 13:14.39 |
| Atenes          | 2004 | Dones | Meseret Defar      | Etiòpia         | 14:45.65 |
| Pequín          | 2008 | Homes | Kenenisa Bekele    | Etiòpia         | 12:57.82 |
| Pequín          | 2008 | Dones | Tirunesh Dibaba    | Etiòpia         | 15:41.40 |
| Londres         | 2012 | Homes | Mo Farah           | Regne Unit      | 13:41.66 |
| Londres         | 2012 | Dones | Meseret Defar      | Etiòpia         | 15:04.25 |
| Rio de Janeiro  | 2016 | Homes | Mo Farah           | Regne Unit      | 13:03.30 |
| Rio de Janeiro  | 2016 | Dones | Vivian Cheruiyot   | Kenya           | 14:26.17 |
| Tòquio          | 2020 | Homes | Joshua Cheptegei   | Uganda          | 12:58.15 |
| Tòquio          | 2020 | Dones | Sifan Hassan       | Països Baixos   | 14:36.79 |
| París           | 2024 | Homes | Jakob Ingebrigtsen | Noruega         | 13:13.66 |
| París           | 2024 | Dones | Beatrice Chebet    | Kenya           | 14:28.56 |

## Campions mundials
| Seu       | Any  |       | Atleta             | País         | Marca    |
| --------- | ---- | ----- | ------------------ | ------------ | -------- |
| Hèlsinki  | 1983 | Homes | Eamonn Goghlan     | Irlanda      | 13'2853  |
| Hèlsinki  | 1983 | Dones | No es disputaren   |              |          |
| Roma      | 1987 | Homes | Said Aouita        | Marroc       | 13'2644  |
| Roma      | 1987 | Dones | No es disputaren   |              |          |
| Toquio    | 1991 | Homes | Yobes Ondieki      | Kenya        | 13'1445  |
| Toquio    | 1991 | Dones | No es disputaren   |              |          |
| Stuttgart | 1993 | Homes | Ismael Kirui       | Kenya        | 13'0275  |
| Stuttgart | 1993 | Dones | No es disputaren   |              |          |
| Göteborg  | 1995 | Homes | Ismael Kirui       | Kenya        | 13'1677  |
| Göteborg  | 1995 | Dones | Sonia O'Sullivan   | Irlanda      | 14'4647  |
| Atenes    | 1997 | Homes | Daniel Komen       | Kenya        | 13'0778  |
| Atenes    | 1997 | Dones | Gabriela Szabo     | Romania      | 14'5768  |
| Sevilla   | 1999 | Homes | Salah Hissou       | Marroc       | 12'5813  |
| Sevilla   | 1999 | Dones | Gabriela Szabo     | Romania      | 14'5768  |
| Edmonton  | 2001 | Homes | Richard Limo       | Kenya        | 13'0077  |
| Edmonton  | 2001 | Dones | Olga Yegorova      | Rússia       | 15'0339  |
| París     | 2003 | Homes | Eliud Kipchoge     | Kenya        | 12:52.79 |
| París     | 2003 | Dones | Tirunesh Dibaba    | Etiòpia      | 14:51.72 |
| Hèlsinki  | 2005 | Homes | Benjamin Limo      | Kenya        | 12:32.55 |
| Hèlsinki  | 2005 | Dones | Tirunesh Dibaba    | Etiòpia      | 14:38.59 |
| Osaka     | 2007 | Homes | Bernard Lagat      | Estats Units | 13:45.87 |
| Osaka     | 2007 | Dones | Meseret Defat      | Etiòpia      | 14:57.91 |
| Berlín    | 2009 | Homes | Kenenisa Bekele    | Etiòpia      | 13:17.09 |
| Berlín    | 2009 | Dones | Vivian Cheruiyot   | Kenya        | 14:57.97 |
| Daegu     | 2011 | Homes | Mo Farah           | Regne Unit   | 13:23.36 |
| Daegu     | 2011 | Dones | Vivian Cheruiyot   | Kenya        | 14:55.36 |
| Moscou    | 2013 | Homes | Mo Farah           | Regne Unit   | 13:26.98 |
| Moscou    | 2013 | Dones | Meseret Defar      | Etiòpia      | 14:50.19 |
| Pequín    | 2015 | Homes | Mo Farah           | Regne Unit   | 13:50.38 |
| Pequín    | 2015 | Dones | Almaz Ayana        | Etiòpia      | 14:26.83 |
| Londres   | 2017 | Homes | Muktar Edris       | Etiòpia      | 13:32.79 |
| Londres   | 2017 | Dones | Hellen Obiri       | Kenya        | 14:34.86 |
| Doha      | 2019 | Homes | Muktar Edris       | Etiòpia      | 12:58.85 |
| Doha      | 2019 | Dones | Hellen Obiri       | Kenya        | 14:26.72 |
| Eugene    | 2022 | Homes | Jakob Ingebrigtsen | Noruega      | 13:09.24 |
| Eugene    | 2022 | Dones | Gudaf Tsegay       | Etiòpia      | 14:46.29 |
| Budapest  | 2023 | Homes | Jakob Ingebrigtsen | Noruega      | 13:11.30 |
| Budapest  | 2023 | Dones | Faith Kipyegon     | Kenya        | 14:53.88 |